# Сенник, Николай Константинович
Николай Константинович Сенник (1919 — после 1982) — советский учёный в области зоотехнии и селекции овец, лауреат Государственной премии СССР 1970 года.
Окончил Алма-Атинский зооветеринарный институт (1945) и его аспирантуру (1953).
Старший зоотехник совхоза в Талды-Курганской области (1945), специалист Министерства совхозов Казахской ССР (1945—1950).
В 1954 году защитил кандидатскую диссертацию:
- Характеристика тонкорунных овец и методы дальнейшего улучшения овцеводства в овцесовхозе имени Ленина Джамбулской области : диссертация … кандидата сельскохозяйственных наук : 06.00.00. — Алма-Ата, 1953. — 207 с. : ил.

Младший научный сотрудник Института экономики сельского хозяйства АН Казахской ССР (1954).
С сентября 1954 года в Алма-Атинском зооветеринарном институте: ассистент кафедры овцеводства, доцент кафедры разведения сельскохозяйственных животных, с 1962 г. доцент кафедры овцеводства, с 1973 года — проректор факультета повышения квалификации.
Член КПСС с 1962 года.
Заслуженный зоотехник Казахской ССР (1967).
Лауреат Государственной премии СССР 1970 года (в составе коллектива) — за выведение новой породы тонкорунных овец «Южноказахстанский меринос» и экономическую эффективность внедрения её в производство Чимкентской, Джамбульской и Кзыл-Ордынской областей Казахской ССР.
Сочинения:
- Выведение новой породы тонкорунных овец южноказахский меринос / Л. И. Цой, Н. К. Сенник // Тр. Алма-Атинского зовет, ин-та. −1968.-Т. 15,вып.3. -С.21-24.
- Овцеводческий племенной завод имени Ленина [Текст] / Н. К. Сенник, засл. зоотехн. Каз. ССР ; М-во сел. хоз-ва Каз. ССР. Упр. пропаганды и науч.-техн. информации. — Алма-Ата : Кайнар, 1969. — 28 с. : ил.; 17 см.
- Сенник Н. К. Итоги сорокалет- ней работы со стадом овец племзавода им . Ленина . Труды Алма — Ат . зоовет . ин — та , 1973 , T. 26 , c . 56-60 .